# Pansenmotorik
Als Pansenmotorik bezeichnet man eine Abfolge von Bewegungen der beiden Vormägen Haube und Pansen bei Wiederkäuern. Sie dient der Durchmischung und dem Weitertransport des Panseninhalts und wird überwiegend vom Parasympathikus gesteuert.

A-Zyklus der Pansenmotorik. Doppelte Kontraktion der Haube (1) – Kontraktion des Schleudermagens (2) – Kontraktion des rückenseitigen Pansensacks (3) und Blindsacks (5) – Kontraktion des bauchseitigen Pansensacks (4) und Blindsacks (6)

Ein Zyklus der Pansenmotorik beginnt mit einer doppelten Kontraktion der Haube. In der ersten Haubenkontraktion ist die Hauben-Blättermagen-Öffnung noch verschlossen, die Haube verringert ihr Volumen auf die Hälfte des Ausgangswertes. Die zweite Haubenkontraktion führt zu einem nahezu vollständigen Zusammenziehen. Die Hauben-Psalter-Öffnung wird geöffnet, schwere Futterbestandteile werden in den Pansen transportiert. Unmittelbar auf die zweite Kontraktion der Haube erfolgt die Kontraktionswelle des Schleudermagens (Atrium ruminis), des vorderen Teils des oberen Pansensacks. Damit wird das Futter weiter in den Pansen befördert. Anschließend kontrahiert sich zweimal der dorsale (obere) und anschließend der ventrale (untere) Pansensack.
Der gesamte Zyklus dauert im Mittel ca. 30 Sekunden, so dass man auf ca. 120 Kontraktionen pro Stunde kommt. Diese Kontraktionswellen lassen sich am lebenden Tier feststellen, indem man die Faust in die seitliche linke Bauchwand presst.

## Störungen der Pansenmotorik
Unmittelbar vor und kurz nach der Geburt sind die Pansenkontraktionen deutlich verringert.
Bei allen Störungen der Pansenverdauung sind die genannten Vorgänge eingeschränkt oder kommen ganz zum Stillstand (Pansenstillstand, Pansenatonie).